# Зенон (лунный кратер)
Кратер Зенон (лат. Zeno) — большой древний ударный кратер в северо-восточной области видимой стороны Луны. Название присвоено в честь древнегреческого философа, основоположника стоической школы Зенона Китийского (ок. 335—263 до н. э.), не путать с Зеноном Элейским — автором известных парадоксов,   и утверждено Международным астрономическим союзом в 1935 г. Образование кратера относится к нектарскому периоду.

## Описание кратера

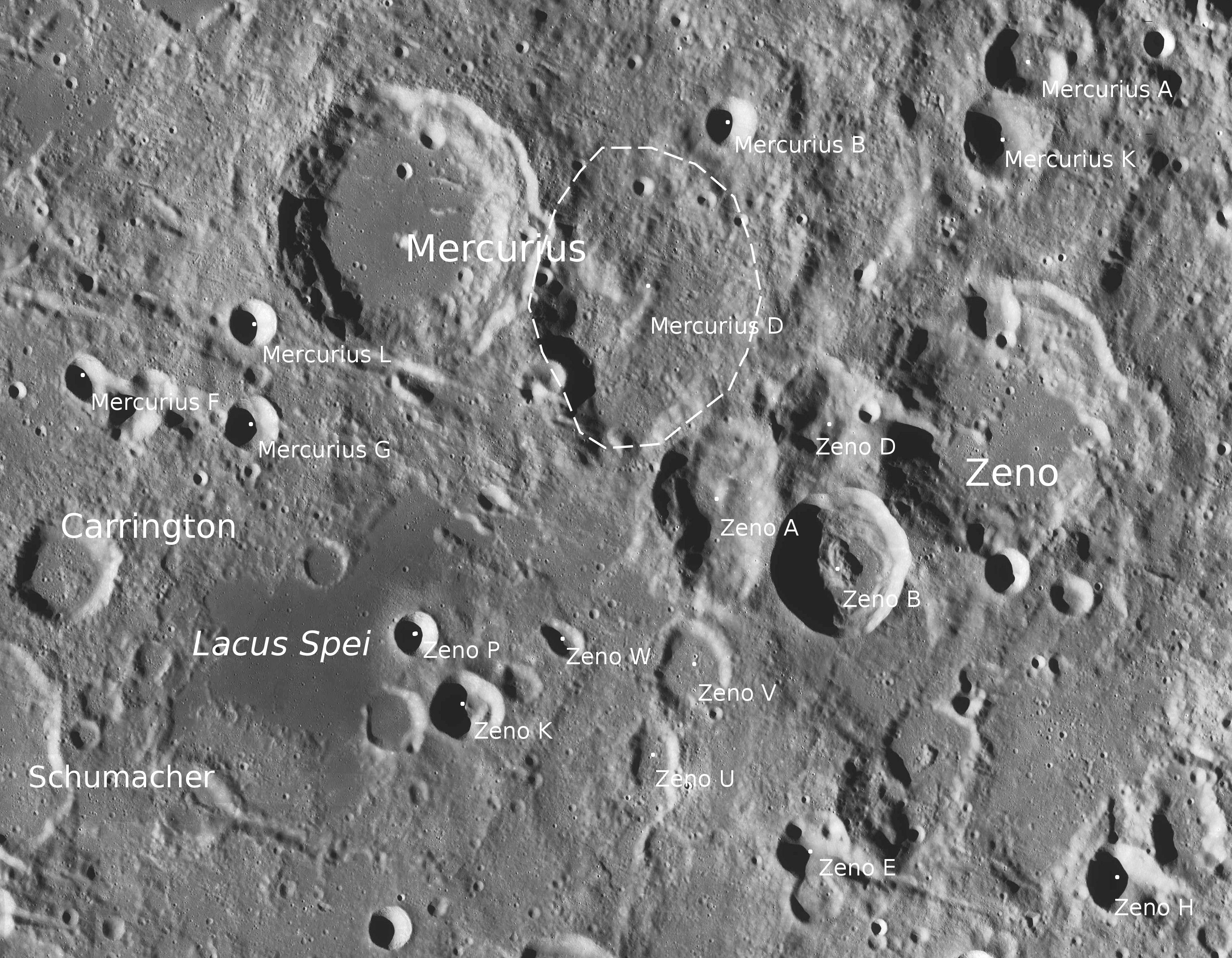
Снимок зонда Lunar Reconnaissance Orbiter.

Ближайшими соседями кратера являются кратер Меркурий на западе-северо-западе; кратер Босс на востоке и кратер Гаусс на юго-востоке. На западе от кратера находится Озеро Надежды, на севере Море Гумбольдта. Селенографические координаты центра кратера 45°09′ с. ш. 72°59′ в. д. / 45,15° с. ш. 72,98° в. д., диаметр 66,8 км, глубина 4,4 км.
Кратер имеет полигональную форму и значительно разрушен за длительное время своего существования. У восточной части вала расположено понижение местности, образующее выступ кратера. Южную часть вала перекрывает сателлитный кратер Зенон G (см. ниже), северную – небольшой безымянный кратер. К юго-западной части вала примыкает сателлитный кратер Зенон B. Высота вала над окружающей местностью достигает 1250 м , объём кратера составляет приблизительно 3 700 км³. Дно чаши ровное, без приметных структур, в северо-западной части отмечено группой маленьких кратеров. Имеется центральный пик высотой 160 м с кратером диаметром 3 км на его северном склоне.

## Сателлитные кратеры
| Зенон | Координаты                                            | Диаметр, км |
| ----- | ----------------------------------------------------- | ----------- |
| A     | 44°26′ с. ш. 69°41′ в. д. / 44,43° с. ш. 69,69° в. д. | 44          |
| B     | 44°01′ с. ш. 71°05′ в. д. / 44,01° с. ш. 71,09° в. д. | 35,8        |
| D     | 45°08′ с. ш. 70°58′ в. д. / 45,14° с. ш. 70,96° в. д. | 29,1        |
| E     | 41°43′ с. ш. 70°47′ в. д. / 41,71° с. ш. 70,79° в. д. | 18,1        |
| F     | 42°25′ с. ш. 80°01′ в. д. / 42,41° с. ш. 80,02° в. д. | 18,4        |
| G     | 43°56′ с. ш. 73°02′ в. д. / 43,93° с. ш. 73,04° в. д. | 11,4        |
| H     | 41°25′ с. ш. 74°21′ в. д. / 41,42° с. ш. 74,35° в. д. | 17,5        |
| J     | 44°11′ с. ш. 76°20′ в. д. / 44,19° с. ш. 76,33° в. д. | 13,9        |
| K     | 42°50′ с. ш. 66°44′ в. д. / 42,83° с. ш. 66,73° в. д. | 19,1        |
| P     | 43°26′ с. ш. 66°08′ в. д. / 43,43° с. ш. 66,14° в. д. | 11,2        |
| U     | 42°26′ с. ш. 68°55′ в. д. / 42,44° с. ш. 68,91° в. д. | 14,4        |
| V     | 43°10′ с. ш. 69°22′ в. д. / 43,17° с. ш. 69,36° в. д. | 23,8        |
| W     | 43°23′ с. ш. 67°51′ в. д. / 43,39° с. ш. 67,85° в. д. | 11,9        |
| X     | 43°34′ с. ш. 76°44′ в. д. / 43,57° с. ш. 76,73° в. д. | 18,7        |

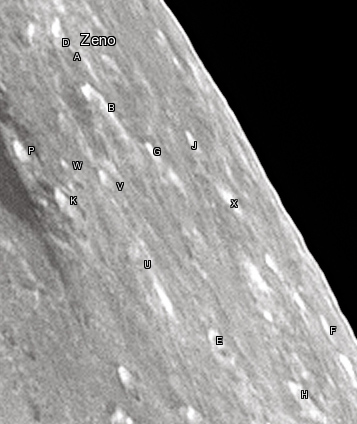
Снимок Девида Кемпбелла.

- Образование сателлитного кратера Зенон B относится к эратосфенскому периоду[1].

## См.также
- Список кратеров на Луне
- Лунный кратер
- Морфологический каталог кратеров Луны
- Планетная номенклатура
- Селенография
- Минералогия Луны
- Геология Луны
- Поздняя тяжёлая бомбардировка